# Larachelus
Larachelus é um gênero extinto da tartaruga pan-cryptodira conhecida desde o início do Cretáceo (fase tardia Hauteriviana até a fase barremiana inicial) da Espanha.